# Trichopria evanescens
Trichopria evanescens is een vliesvleugelig insect uit de familie van de Diapriidae. De wetenschappelijke naam van de soort is voor het eerst geldig gepubliceerd in 1911 door Kieffer.